# Archichlora ioannis
Archichlora ioannis là một loài bướm đêm trong họ Geometridae.